# Yermoia glaucina
Yermoia glaucina är en fjärilsart som beskrevs av Frederick H. Rindge 1961. Yermoia glaucina ingår i släktet Yermoia och familjen mätare. Inga underarter finns listade i Catalogue of Life.